# Kirsten Fisher-Marsters
Kirsten Andrea Fisher-Marsters (ur. 11 lutego 1998 w Middlemore na przedmieściach Auckland) – pływaczka z Wysp Cooka specjalizująca się w stylu klasycznym, olimpijka z Tokio.

## Przebieg kariery
W 2018 uczestniczyła w igrzyskach Wspólnoty Narodów. W konkurencji 50 m st. klasycznym zajęła 22. pozycję, natomiast w konkurencji 100 m tym samym stylem zajęła 24. pozycję, każdorazowo odpadając w eliminacjach. W tym samym roku startowała także w mistrzostwach świata na basenie 25-metrowym. W ramach mistrzostw rozgrywanych w Hangzhou uczestniczyła w konkurencjach 50 i 100 m st. klasycznym i zajęła odpowiednio 40. i 43. pozycję.
W 2019 uczestniczyła w mistrzostwach świata w Gwangju. W zmaganiach w konkurencji 50 m st. klasycznym zajęła 40. pozycję, natomiast w konkurencji 100 m tym samym stylem pływackim zajęła 49. pozycję.
W 2021 brała udział w letnich igrzyskach olimpijskich rozgrywanych w Tokio. Uczestniczyła w konkurencji 100 m st. klasycznym, gdzie odpadła w eliminacjach i zajęła w klasyfikacji końcowej 36. pozycję z rezultatem czasowym 1:13,98. Na tych samych igrzyskach była jedną z chorążych reprezentacji Wysp Cooka podczas ceremonii otwarcia igrzysk.

## Rekordy życiowe
(stan na 28 listopada 2021)
| Konkurencja             | Data                | Miejsce      | Rezultat   | Źródło     |
| Basen 50 m              | Basen 50 m          | Basen 50 m   | Basen 50 m | Basen 50 m |
| ----------------------- | ------------------- | ------------ | ---------- | ---------- |
| 50 m stylem dowolnym    | 29 maja 2021        | Hamilton     | 28,37      | [ 5 ]      |
| 100 m stylem dowolnym   | 3 kwietnia 2017     | Auckland     | 1:01,53    | [ 5 ]      |
| 50 m stylem klasycznym  | 8 kwietnia 2021     | Auckland     | 33,46      | [ 5 ]      |
| 100 m stylem klasycznym | 25 lipca 2021       | Tokio        | 1:13,98    | [ 5 ]      |
| 200 m stylem klasycznym | 1 maja 2014         | Wellington   | 2:51,25    | [ 5 ]      |
| 50 m stylem motylkowym  | 26 czerwca 2018     | Port Moresby | 31,38      | [ 3 ]      |
| 200 m stylem zmiennym   | 5 kwietnia 2017     | Auckland     | 2:34,70    | [ 5 ]      |
| Basen 25 m              |                     |              |            |            |
| 50 m stylem dowolnym    | 3 października 2019 | Auckland     | 27,47      | [ 5 ]      |
| 100 m stylem dowolnym   | 5 października 2019 | Auckland     | 1:00,76    | [ 5 ]      |
| 50 m stylem grzbietowym | 2 listopada 2018    | Pekin        | 32,98      | [ 5 ]      |
| 50 m stylem klasycznym  | 2 października 2019 | Auckland     | 33,17      | [ 5 ]      |
| 100 m stylem klasycznym | 3 października 2019 | Auckland     | 1:14,93    | [ 5 ]      |
| 200 m stylem klasycznym | 5 października 2017 | Auckland     | 2:42,85    | [ 5 ]      |
| 50 m stylem motylkowym  | 2 października 2016 | Auckland     | 30,74      | [ 5 ]      |
| 100 m stylem zmiennym   | 9 listopada 2018    | Tokio        | 1:08,64    | [ 5 ]      |
| 200 m stylem zmiennym   | 12 sierpnia 2015    | Auckland     | 2:29,19    | [ 5 ]      |